# یاکوولف یاک-۴۸
یاکوولف یاک-۴۸ (به روسی: Яковлев Як-48) یک جت تجاری دو موتوره ساخت شوری است که در سال ۱۹۸۹ تولید شده‌است.

## طراحی و توسعه
یاکوولف یاک-۴۸ در سال ۱۹۸۹ به عنوان یک جت تجاری دوربرد توسعه یافت که قادر بود تا ۸ مسافر را در خود جای دهد و از نیویورک به پاریس سفر کند. پس از تکمیل طراحی، توسعه به سرعت ادامه یافت.